# Championnat du Chili de football 1966
Navigation
Saison précédente Saison suivante
La saison 1966 du Championnat du Chili de football est la trente-quatrième édition du championnat de première division au Chili. Les dix-huit meilleures équipes du pays sont regroupées au sein d'une poule unique, où elles s'affrontent deux fois, à domicile et à l'extérieur; à la fin de la compétition, le dernier du classement est relégué et remplacé par le champion de Segunda Division, la deuxième division chilienne.
C'est le club de CD Universidad Católica qui remporte la compétition, après avoir terminé en tête du classement final, avec quatre points d'avance sur Colo Colo et cinq sur les Santiago Wanderers. C'est le cinquième titre de champion du Chili de l'histoire du club.

## Les clubs participants
| - Ferrobádminton - Promu de Segunda Division - Colo Colo - Club Deportivo O'Higgins - CF Universidad de Chile - Unión Española - Santiago Wanderers - CSD Rangers - Deportes Magallanes - Union San Felipe | - Green Cross-Temuco - CD Santiago Morning - Audax Italiano - CD Universidad Católica - Club Deportivo San Luis - CD Everton de Viña del Mar - Club Deportivo Palestino - Deportes Unión La Calera - Deportes La Serena |

## Compétition
Le barème utilisé pour établir le classement est le suivant :
- Victoire : 2 points
- Match nul : 1 point
- Défaite : 0 point

### Classement
| Rang | Équipe                     | Pts | J  | G  | N  | P  | Bp | Bc | Diff |
| ---- | -------------------------- | --- | -- | -- | -- | -- | -- | -- | ---- |
| 1    | CD Universidad Católica    | 48  | 34 | 20 | 8  | 6  | 70 | 34 | +36  |
| 2    | Colo Colo                  | 44  | 34 | 17 | 10 | 7  | 63 | 42 | +21  |
| 3    | Santiago Wanderers         | 43  | 34 | 16 | 11 | 7  | 46 | 33 | +13  |
| 4    | CF Universidad de Chile T  | 42  | 34 | 18 | 6  | 10 | 79 | 49 | +30  |
| 5    | Club Deportivo Palestino   | 38  | 34 | 14 | 10 | 10 | 52 | 40 | +12  |
| 6    | Deportes Magallanes        | 38  | 34 | 14 | 10 | 10 | 46 | 48 | -2   |
| 7    | Deportes La Serena         | 36  | 34 | 12 | 12 | 10 | 46 | 42 | +4   |
| 8    | Green Cross-Temuco         | 35  | 34 | 12 | 11 | 11 | 64 | 52 | +12  |
| 9    | Club Deportivo O'Higgins   | 35  | 34 | 12 | 11 | 11 | 43 | 48 | -5   |
| 10   | Unión La Calera            | 31  | 34 | 12 | 7  | 15 | 45 | 60 | -15  |
| 11   | CSD Rangers                | 30  | 34 | 10 | 10 | 14 | 65 | 65 | 0    |
| 12   | Audax Italiano             | 30  | 34 | 9  | 12 | 13 | 52 | 56 | -4   |
| 13   | CD Everton de Viña del Mar | 30  | 34 | 12 | 6  | 16 | 47 | 57 | -10  |
| 14   | Unión San Felipe           | 29  | 34 | 11 | 7  | 16 | 57 | 65 | -8   |
| 15   | Unión Española             | 28  | 34 | 9  | 10 | 15 | 37 | 46 | -9   |
| 16   | Club Deportivo San Luis    | 28  | 34 | 8  | 12 | 14 | 35 | 49 | -14  |
| 17   | CD Santiago Morning        | 24  | 34 | 8  | 8  | 18 | 41 | 69 | -28  |
| 18   | Ferrobádminton P           | 23  | 34 | 8  | 7  | 19 | 45 | 78 | -33  |

|  | Qualification pour la Copa Libertadores 1967      |
|  | Relégation directe en Segunda Division            |
|  | T : Tenant du titre P : Promu de Segunda Division |

## Bilan de la saison
| Championnat du Chili de football 1966 |                                    |
| Champion                              | CD Universidad Católica (5e titre) |
| Qualifications continentales          |                                    |
| Copa Libertadores 1967                | CD Universidad Católica            |
| Copa Libertadores 1967                | Colo Colo                          |
| Promotions et relégations             |                                    |
| Promus en Primera División            | Club Deportivo Huachipato          |
| Relégués en Segunda División          | Ferrobádminton                     |